# Chinoiserie

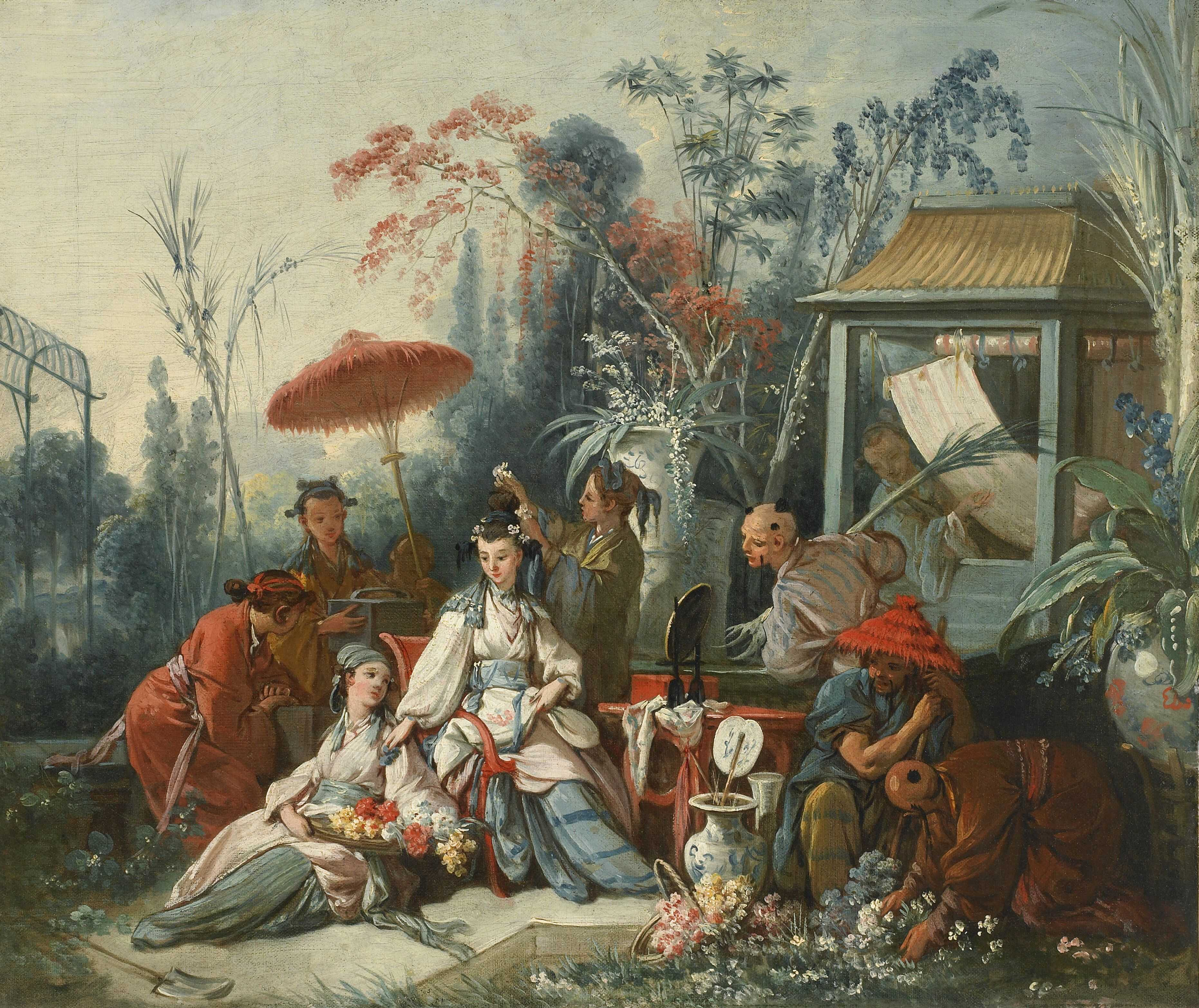
Čínská zahrada, François Boucher, 1742

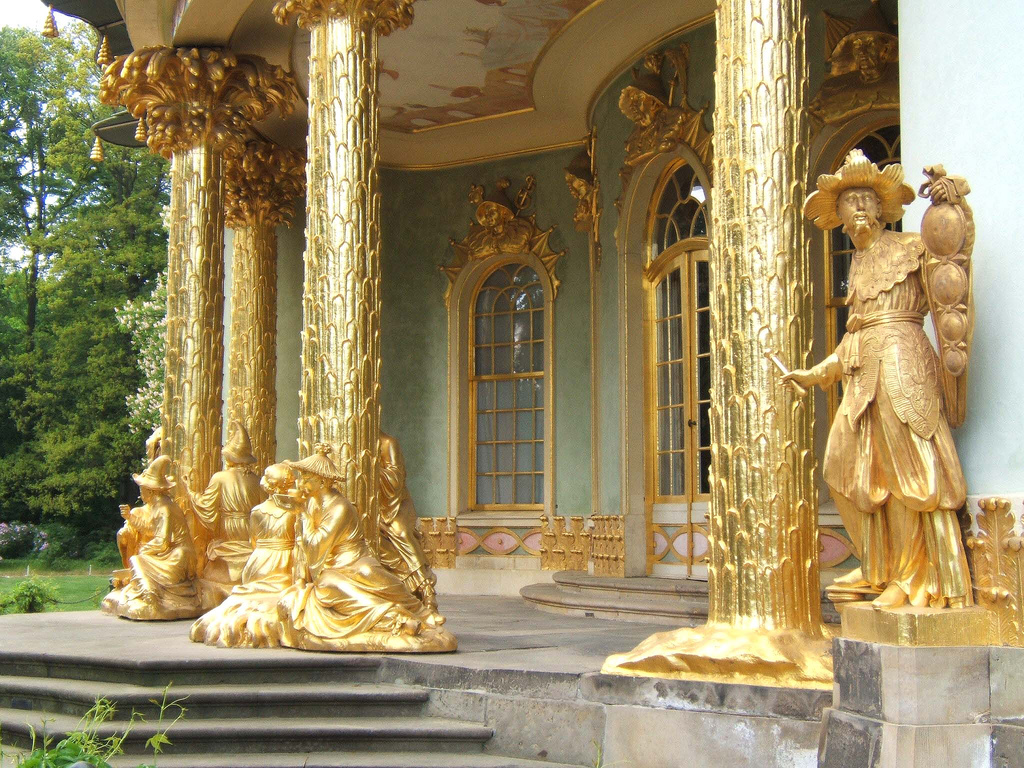
Čajový dům, Sanssouci, Postupim

Chinoiserie (francouzsky, výslovnost: šinoazérie) označuje typ evropského výtvarného, dramatického nebo hudebního umění, napodobující čínské originály, analogicky se napodobeniny japonských originálů nazývají japonérie. Nejčastější se objevuje v uměleckých řemeslech (nábytek, keramika a porcelán, textilie a galanterie), zřídka již od počátku 17. století, často v období rokoka od 2. čtvrtiny 18. století až do raného 19. století.

## Historie
Čínské zboží bylo v Evropě známé od dob provozu Hedvábné stezky a jeho líčení v cestopisech Marca Pola a takzvaného Johna Mandeville. Vzhledem k obtížnosti dopravy se rozměrné a těžké předměty jako nábytek vozily minimálně a patřily k raritám ve sbírkách panovníků.

### Výtvarné umění
Módní vlnu vyvolal až dovoz originálních předmětů z Dálného Východu na přelomu 16. až 17. století, především prostřednictvím nizozemské Východoindické společnosti. Brzy následovaly snahy o napodobení celých architektur (pavilóny, pagody), předmětů, jejich typů, materiálů, technik nebo dekoru. Patří k nim například keramika z Delftu, míšeňský porcelán, francouzský rokokový nábytek, také malba a jiné obory. Další období módy chinoiserií nastalo ve 20. století.